# Karafka

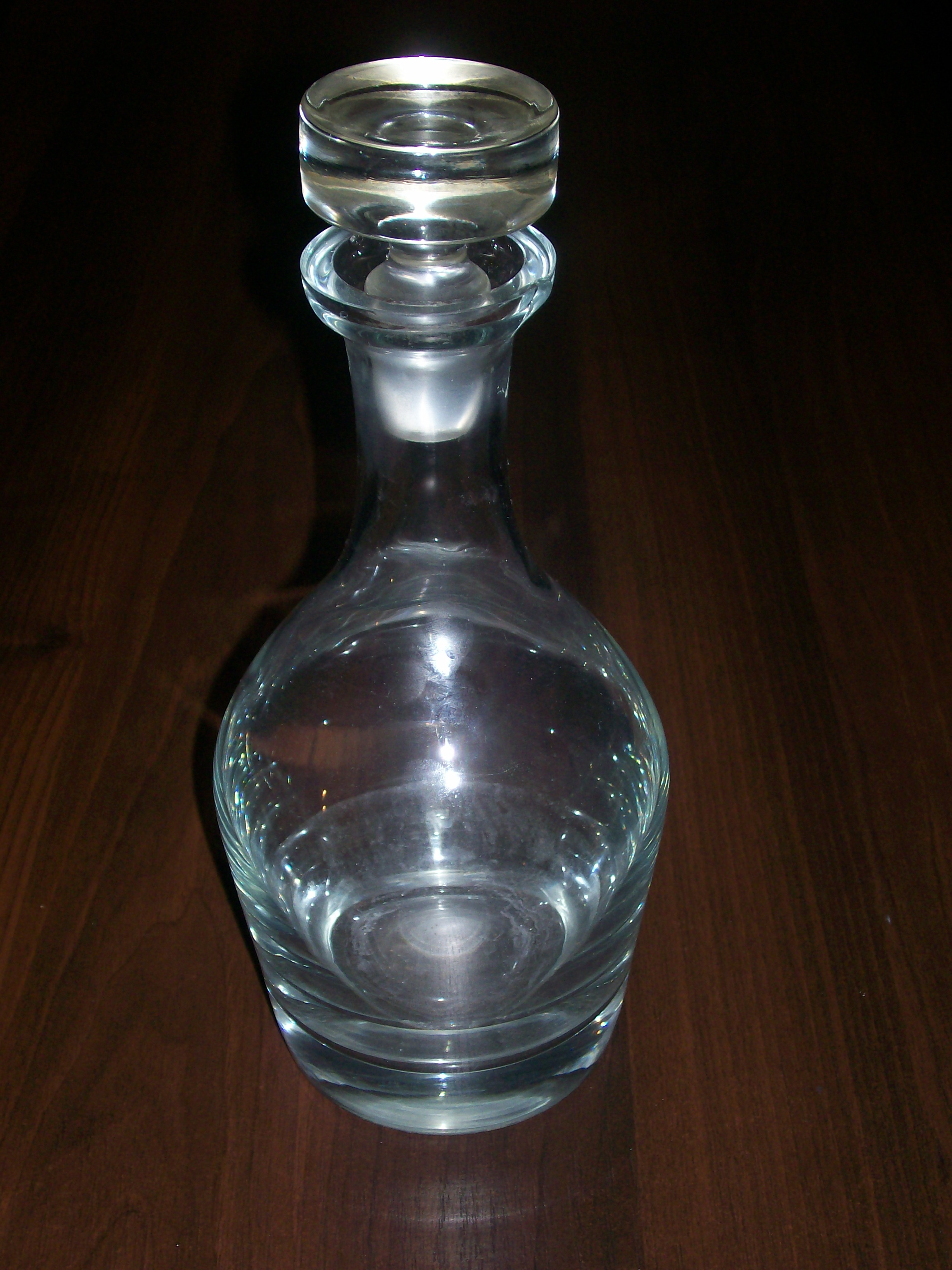
Karafka

Karafka (wł. caraffa) – rodzaj szklanej butelki, naczynie stołowe (niekiedy kryształowe, rzadziej porcelanowe), używane do podawania na stół głównie napojów alkoholowych.
W zależności od przeznaczenia karafki posiadają zróżnicowane kształty, będąc w dolnej części pękate, a zakończone wąską dłuższą szyjką. Często są bogato zdobione. Mogą być okrągłe, kwadratowe, prostokątne, beczułkowe lub wysmukłe. Szyjki są różnej długości i szerokości. Karafki do nalewek, whisky i likierów wyposażone są w szklany, korkowy lub drewniany korek zabezpieczający zawartość przed wietrzeniem. W przypadku serwowania wody czy wina, korki nie są wymagane.
Karafka służy do przechowywania i serwowania wina, wódki lub innych trunków. Najczęściej przelewane są do niej napoje z butelek służących do przechowywania lub transportu tak, aby nie trudzić się ich czyszczeniem lub kłopotać ich niestetycznym wyglądem.